# Jacobus Vaet
Jacobus Vaet (1529 circa – 8 gennaio 1567) è stato un compositore fiammingo.
Fu un rappresentante della generazione di compositori esistita fra Josquin e Palestrina e scrisse con la tecnica della polifonia intercalando spesso imitazioni. Fu amico di Jacob Clemens non Papa e Orlando di Lasso.

## Biografia
Nacque a Courtrai o a Harelbeke. La prima comparsa in fonti certe lo vede a Courtrai nel 1543, all'età di 13 anni, come cantore nella chiesa di Nostra Signora. Nel 1547 fu all'Università di Lovanio e dal 1550 alla corte di Carlo V, dove cantava da tenore nel coro della cappella reale. Divenne maestro di cappella di Massimiliano II d'Asburgo nel 1554, posto che mantenne per il resto della sua vita. Evidentemente Massimiliano era molto affezionato al suo maestro di cappella, tanto da citarlo persino nel suo diario, e conservò elegie scritte per lui da altri compositori di primo piano.

## Musica
Vaet subì l'influenza di Nicolas Gombert, il cui stile di ininterrotta lieve polifonia è visibile nella gran parte della produzione di Vaet. Ma trasse spunti anche dal suo amico Clemens non Papa e da Lasso, del quale imitò spesso lo stile. Vaet usò dei collegamenti incrociati, in misura rara all'epoca (anche se sono importanti anche nella musica di Gombert) e pungenti spunti contrappuntistici, a volte addirittura simultanei, causando scontri dissonanti: nessuno potrebbe scambiare la sua musica per quella di Palestrina, per questa sola ragione. Vaet terminò talora delle composizioni su triadi minori (per esempio il mottetto Postquam consummati essent, che termina su un accordo minore, una vera rarità prima del tardo XVI secolo). Un'altra peculiarità del suo stile fu la predilezione per le progressioni basate sul circolo delle quinte, nonché le cadenze di dominante-tonica, entrambe caratteristiche che prefiguravano i cambiamenti della musica che sarebbero intervenuti alla fine del secolo. Il suo utilizzo delle progressioni del circolo delle quinte può essere un'influenza di Orlando di Lasso, ma è anche una caratteristica della polifonia spagnola del periodo, ed egli, come membro della cappella di Carlo V, e più tardi di Massimiliano II, poteva essere stato a conoscenza della musica degli spagnoli, ad esempio Francisco Guerrero, che scrisse in un idioma simile e anch'egli lavorò per Massimiliano.
Ancora più insolita delle sue pungenti relazioni incrociate, è stata la sua predilezione per la citazione e la parodia. Egli fu il primo a comporre una Missa quodlibetica, una messa a cinque voci, composta da una serie di Quodlibet simultanei tratti da melodie famose, provenienti da fonti sacre e profane. In altre composizioni prese a prestito sezioni di pezzi di suoi collaboratori e predecessori, tra cui Josquin Des Prez, Jean Mouton, Jacquet da Mantova, Jacob Clemens non Papa e Cipriano de Rore.
Vaet scrisse nove messe complete giunte fino a noi, tra cui un Requiem, uno dei relativamente pochi dalla prima metà del XVI secolo. Compose molti mottetti, sia sacri sia profani, otto Magnificat e otto antifone Salve Regina. Le antifone sono tutte appartenenti alla sua ultima produzione pubblicata nel 1560. Vaet ha anche scritto una manciata di canzoni in francese, e una messa in tedesco, Vater unser im Himmelreich.